# Primera B 2021-I (Colombia)
La Temporada 2021-I de la Primera B (conocida como Torneo BetPlay Dimayor 2021-I por motivos de patrocinio), fue la  primera mitad de la trigésimo segunda (32.a) edición del torneo de la segunda división del fútbol profesional colombiano.

## Sistema de juego
Según lo acordado en la asamblea de la División Mayor del Fútbol Colombiano celebrada el 17 de diciembre de 2020, para la temporada 2021 de la Primera B se jugarán dos torneos, divididos en tres fases. En el primer semestre del año se jugó una fase de todos contra todos donde los 16 equipos se enfrentaron en 15 fechas, clasificando a la siguiente fase los ocho primeros equipos de la tabla. La segunda fase fueron dos cuadrangulares semifinales de cuatro equipos cada uno en la que los primeros de cada grupo clasificaron a la última fase que se jugó a partidos de ida y vuelta. El ganador de la final del torneo I tuvo el derecho de jugar dos partidos contra el Atlético Huila, campeón de la Primera B 2020 para alcanzar uno de los dos cupos a la Categoría Primera A y jugar el Torneo Finalización 2021. El segundo ascenso se dirimiría en un repechaje entre el equipo perdedor de la Gran Final y el equipo que haya ocupado el primer lugar en la reclasificación de los torneos 2020 y 2021-I, lo cual no se necesitó ya que el perdedor de la gran final fue el mismo equipo que ocupó el primer lugar en la reclasificación y en ese caso, también ascendió directamente.
| Formato                                | Formato                                | Formato | Clasificación                                              |
| -------------------------------------- | -------------------------------------- | --- | ---------------------------------------------------------- |
| Torneo I                               |                                        | |                                                            |
| Todos contra todos (16 equipos)        | Todos contra todos (16 equipos)        | - Sistema de liga donde se juegan 15 partidos.                                                                                        | - Cuadrangulares semifinales                               |
| Cuadrangulares semifinales (8 equipos) | Cuadrangulares semifinales (8 equipos) | - Los ocho equipos posicionados en dos grupos de cuatro equipos, con partidos de ida y vuelta.                                        | - Final                                                    |
| Final (2 equipos)                      | Final (2 equipos)                      | - Final con partidos de ida y vuelta.                                                                                                 | - Gran Final 2021-I                                        |
| Gran Final 2021-I (2 equipos)          | Gran Final 2021-I (2 equipos)          | - Partidos de ida y vuelta entre el campeón del torneo I y Atlético Huila, campeón de la Primera B 2020.                              | - Ascenso a Categoría Primera A (Torneo Finalización 2021) |
| Repechaje (2 equipos)                  | Repechaje (2 equipos)                  | - Partidos de ida y vuelta entre el perdedor de la gran final y el mejor de la reclasificación 2020 y 2021-I (que no sea el campeón). | - Ascenso a Categoría Primera A (Torneo Finalización 2021) |

## Datos de los clubes

### Relevo anual de clubes
Antes del inicio de la temporada 2021-I de la Primera B no hubo ascensos ni descensos desde el Campeonato colombiano 2020, ya que la Dimayor decidió aplazar los cambios de categoría de la temporada 2020 para mitad del año 2021 debido al impacto de la pandemia de COVID-19 en Colombia.

### Equipos participantes
- A partir de esta temporada el club Real San Andrés finalizó su convenio con la gobernación del departamento de San Andrés, Providencia y Santa Catalina y regresó al departamento de Santander, pasando a denominarse nuevamente Real Santander.[6]
- Bogotá F. C., Fortaleza CEIF y Tigres F. C. jugaron sus primeros partidos como local en el Estadio Villa Olímpica de Chía debido al estado de alerta roja en Bogotá por la pandemia de COVID-19.[7] Posteriormente, Fortaleza CEIF regresó al escenario de Chía para los Cuadrangulares, por lo que alternó su localía.

| Equipo               | Entrenador         | Ciudad/Municipio | Estadio                                       | Aforo |
| -------------------- | ------------------ | ---------------- | --------------------------------------------- | ----- |
| Atlético F. C.       | Giovanni Hernández | Cali             | Pascual Guerrero                              | 0     |
| Atlético Huila       | Dayron Pérez       | Neiva            | Guillermo Plazas Alcid                        | 0     |
| Barranquilla F. C.   | Roberto Peñaloza   | Barranquilla     | Romelio Martínez                              | 0     |
| Boca Juniors de Cali | Alejandro Guerrero | Cali             | Pascual Guerrero                              | 0     |
| Bogotá F. C.         | Martín Cardetti    | Bogotá           | Metropolitano de Techo                        | 0     |
| Cortuluá             | Jaime de la Pava   | Tuluá            | Doce de Octubre                               | 0     |
| Deportes Quindío     | Oscar Quintabani   | Armenia          | Centenario de Armenia                         | 0     |
| Fortaleza CEIF       | Nelson Flórez      | Bogotá Chía      | Metropolitano de Techo Estadio Villa Olímpica | 0     |
| Leones F. C.         | Álvaro Hernández   | Itagüí           | Metropolitano Ciudad de Itagüí                | 0     |
| Club Llaneros        | Walter Aristizábal | Villavicencio    | Bello Horizonte                               | 0     |
| Orsomarso S. C.      | Edward Muñoz       | Palmira          | Francisco Rivera Escobar                      | 0     |
| Real Cartagena       | Jairo Patiño       | Cartagena        | Jaime Morón León                              | 0     |
| Real Santander       | José Luis García   | Piedecuesta      | Villa Concha                                  | 0     |
| Tigres F. C.         | Óscar Morera       | Bogotá           | Metropolitano de Techo                        | 0     |
| Unión Magdalena      | Carlos Silva       | Santa Marta      | Sierra Nevada                                 | 0     |
| Valledupar F. C.     | John Jairo Bodmer  | Valledupar       | Armando Maestre Pavajeau                      | 0     |

| Valle del Cauca | 4 | Atlético F. C., Cortuluá, Boca Juniors de Cali y Orsomarso | \| Real Santander Barranquilla Unión Valledupar Real Cartagena Leones Fortaleza Bogotá Tigres Quindío Llaneros Orsomarso Atlético Cortuluá Boca Juniors Huila \| |
| Bogotá, D. C. | 2 | Bogotá F. C. y Tigres F. C.                                | \| Real Santander Barranquilla Unión Valledupar Real Cartagena Leones Fortaleza Bogotá Tigres Quindío Llaneros Orsomarso Atlético Cortuluá Boca Juniors Huila \| |
| Antioquia | 1 | Leones                                                     | \| Real Santander Barranquilla Unión Valledupar Real Cartagena Leones Fortaleza Bogotá Tigres Quindío Llaneros Orsomarso Atlético Cortuluá Boca Juniors Huila \| |
| Atlántico | 1 | Barranquilla F. C.                                         | \| Real Santander Barranquilla Unión Valledupar Real Cartagena Leones Fortaleza Bogotá Tigres Quindío Llaneros Orsomarso Atlético Cortuluá Boca Juniors Huila \| |
| Bolívar | 1 | Real Cartagena                                             | \| Real Santander Barranquilla Unión Valledupar Real Cartagena Leones Fortaleza Bogotá Tigres Quindío Llaneros Orsomarso Atlético Cortuluá Boca Juniors Huila \| |
| Cesar | 1 | Valledupar F. C.                                           | \| Real Santander Barranquilla Unión Valledupar Real Cartagena Leones Fortaleza Bogotá Tigres Quindío Llaneros Orsomarso Atlético Cortuluá Boca Juniors Huila \| |
| Cundinamarca | 1 | Fortaleza CEIF                                             | \| Real Santander Barranquilla Unión Valledupar Real Cartagena Leones Fortaleza Bogotá Tigres Quindío Llaneros Orsomarso Atlético Cortuluá Boca Juniors Huila \| |
| Huila | 1 | Atlético Huila                                             | \| Real Santander Barranquilla Unión Valledupar Real Cartagena Leones Fortaleza Bogotá Tigres Quindío Llaneros Orsomarso Atlético Cortuluá Boca Juniors Huila \| |
| Magdalena | 1 | Unión Magdalena                                            | \| Real Santander Barranquilla Unión Valledupar Real Cartagena Leones Fortaleza Bogotá Tigres Quindío Llaneros Orsomarso Atlético Cortuluá Boca Juniors Huila \| |
| Meta | 1 | Llaneros                                                   | \| Real Santander Barranquilla Unión Valledupar Real Cartagena Leones Fortaleza Bogotá Tigres Quindío Llaneros Orsomarso Atlético Cortuluá Boca Juniors Huila \| |
| Quindío | 1 | Deportes Quindío                                           | \| Real Santander Barranquilla Unión Valledupar Real Cartagena Leones Fortaleza Bogotá Tigres Quindío Llaneros Orsomarso Atlético Cortuluá Boca Juniors Huila \| |
| Santander | 1 | Real Santander                                             | \| Real Santander Barranquilla Unión Valledupar Real Cartagena Leones Fortaleza Bogotá Tigres Quindío Llaneros Orsomarso Atlético Cortuluá Boca Juniors Huila \| |
| Real Santander Barranquilla Unión Valledupar Real Cartagena Leones Fortaleza Bogotá Tigres Quindío Llaneros Orsomarso Atlético Cortuluá Boca Juniors Huila |   |                                                            | \| Real Santander Barranquilla Unión Valledupar Real Cartagena Leones Fortaleza Bogotá Tigres Quindío Llaneros Orsomarso Atlético Cortuluá Boca Juniors Huila \| |

## Todos contra todos

### Clasificación
| Pos. | Equipo               | Pts. | PJ | G | E | P | GF | GC | Dif. | Clasificación a             |
| ---- | -------------------- | ---- | -- | - | - | - | -- | -- | ---- | --------------------------- |
| 1    | Atlético Huila       | 30   | 15 | 8 | 6 | 1 | 27 | 13 | +14  | Cuadrangulares semifinales. |
| 2    | Unión Magdalena      | 30   | 15 | 9 | 3 | 3 | 20 | 10 | +10  | Cuadrangulares semifinales. |
| 3    | Deportes Quindío     | 25   | 15 | 6 | 7 | 2 | 16 | 11 | +5   | Cuadrangulares semifinales. |
| 4    | Leones               | 25   | 15 | 7 | 4 | 4 | 19 | 15 | +4   | Cuadrangulares semifinales. |
| 5    | Cortuluá             | 23   | 15 | 6 | 5 | 4 | 16 | 12 | +4   | Cuadrangulares semifinales. |
| 6    | Valledupar F. C.     | 22   | 15 | 7 | 1 | 7 | 25 | 19 | +6   | Cuadrangulares semifinales. |
| 7    | Fortaleza CEIF       | 22   | 15 | 6 | 4 | 5 | 25 | 22 | +3   | Cuadrangulares semifinales. |
| 8    | Atlético             | 20   | 15 | 5 | 5 | 5 | 17 | 14 | +3   | Cuadrangulares semifinales. |
| 9    | Real Cartagena       | 20   | 15 | 5 | 5 | 5 | 21 | 23 | −2   |                             |
| 10   | Orsomarso            | 19   | 15 | 4 | 7 | 4 | 23 | 24 | −1   |                             |
| 11   | Tigres               | 17   | 15 | 3 | 8 | 4 | 10 | 12 | −2   |                             |
| 12   | Llaneros             | 15   | 15 | 4 | 3 | 8 | 11 | 17 | −6   |                             |
| 13   | Boca Juniors de Cali | 15   | 15 | 3 | 6 | 6 | 12 | 19 | −7   |                             |
| 14   | Bogotá F. C.         | 15   | 15 | 4 | 3 | 8 | 17 | 34 | −17  |                             |
| 15   | Barranquilla F. C.   | 13   | 15 | 3 | 4 | 8 | 9  | 17 | −8   |                             |
| 16   | Real Santander       | 11   | 15 | 2 | 5 | 8 | 14 | 20 | −6   |                             |

 Fuente: Dimayor

#### Evolución de la clasificación
| Atlético Huila       | 8  | 4  | 1  | 2  | 2  | 2  | 2  | 5  | 2  | 1  | 1  | 1  | 1  | 1  | 1  |
| Unión Magdalena      | 16 | 13 | 14 | 14 | 9  | 7  | 5  | 3  | 4  | 2  | 4  | 3  | 2  | 2  | 2  |
| Deportes Quindío     | 15 | 7  | 3  | 4  | 7  | 6  | 4  | 7  | 8  | 7  | 2  | 4  | 5  | 3  | 3  |
| Leones               | 11 | 11 | 12 | 13 | 15 | 12 | 3  | 2  | 1  | 3  | 5  | 6  | 4  | 5  | 4  |
| Cortuluá             | 14 | 15 | 10 | 6  | 6  | 5  | 9  | 6  | 7  | 6  | 8  | 9  | 9  | 6  | 5  |
| Valledupar F. C.     | 2  | 5  | 2  | 1  | 1  | 1  | 1  | 1  | 3  | 8  | 3  | 2  | 3  | 4  | 6  |
| Fortaleza CEIF       | 10 | 10 | 15 | 12 | 11 | 10 | 6  | 9  | 10 | 11 | 10 | 7  | 7  | 9  | 7  |
| Atlético             | 6  | 1  | 5  | 5  | 5  | 11 | 7  | 4  | 6  | 5  | 7  | 5  | 6  | 8  | 8  |
| Real Cartagena       | 3  | 8  | 4  | 8  | 4  | 4  | 12 | 12 | 12 | 12 | 9  | 10 | 10 | 7  | 9  |
| Orsomarso            | 5  | 2  | 6  | 7  | 3  | 3  | 8  | 8  | 5  | 4  | 6  | 8  | 8  | 10 | 10 |
| Tigres               | 13 | 9  | 7  | 9  | 10 | 8  | 10 | 10 | 9  | 10 | 12 | 11 | 11 | 11 | 11 |
| Llaneros             | 1  | 6  | 9  | 11 | 13 | 13 | 14 | 13 | 13 | 13 | 13 | 14 | 15 | 14 | 12 |
| Boca Juniors de Cali | 7  | 3  | 8  | 3  | 8  | 9  | 11 | 11 | 11 | 9  | 11 | 12 | 12 | 12 | 13 |
| Bogotá F. C.         | 9  | 16 | 16 | 16 | 14 | 15 | 13 | 14 | 14 | 14 | 14 | 13 | 14 | 13 | 14 |
| Barranquilla F. C.   | 4  | 12 | 13 | 10 | 12 | 14 | 15 | 15 | 15 | 15 | 15 | 15 | 13 | 15 | 15 |
| Real Santander       | 12 | 14 | 11 | 15 | 16 | 16 | 16 | 16 | 16 | 16 | 16 | 16 | 16 | 16 | 16 |

### Resultados
- La hora de cada encuentro corresponde al huso horario que rige a Colombia (UTC-5).

Nota: Los horarios y partidos de televisión se definen la semana previa a cada jornada. Los canales Win Sports y Win Sports+ son los medios de difusión por televisión autorizados por la Dimayor para la transmisión por cable de tres partidos por fecha.
| Unión Magdalena      | 1 : 2 | Llaneros           | Sierra Nevada             | 15 de enero   | 18:00 | Win Sports+              |
| Real Cartagena       | 2 : 1 | Cortuluá           | Olímpico Jaime Morón León | 15 de enero   | 20:00 | Win Sports+              |
| Orsomarso            | 2 : 2 | Barranquilla F. C. | Francisco Rivera Escobar  | 16 de enero   | 15:00 | Sin transmisión          |
| Boca Juniors de Cali | 1 : 1 | Atlético           | Francisco Rivera Escobar  | 17 de enero   | 15:00 | Sin transmisión          |
| Deportes Quindío     | 1 : 2 | Valledupar F. C.   | Centenario de Armenia     | 17 de enero   | 16:00 | Win Sports+ y Win Sports |
| Fortaleza            | 2 : 0 | Tigres             | Villa Olímpica de Chía    | 3 de febrero  | 15:00 | Sin transmisión          |
| Real Santander       | 2 : 2 | Atlético Huila     | Daniel Villa Zapata       | 17 de febrero | 18:30 | Sin transmisión          |
| Bogotá F. C.         | 1 : 3 | Leones             | Metropolitano de Techo    | 18 de febrero | 14:00 | Sin transmisión          |

| Barranquilla F. C. | 0 : 1 | Boca Juniors de Cali | Romelio Martínez               | 22 de enero   | 18:00 | Win Sports+     |
| Atlético           | 3 : 0 | Real Cartagena       | Deportivo Cali                 | 23 de enero   | 15:00 | Sin transmisión |
| Valledupar F. C.   | 3 : 4 | Orsomarso            | Armando Maestre Pavajeau       | 23 de enero   | 15:00 | Sin transmisión |
| Leones             | 0 : 0 | Fortaleza            | Metropolitano Ciudad de Itagüí | 23 de enero   | 15:00 | Sin transmisión |
| Llaneros           | 0 : 1 | Deportes Quindío     | Bello Horizonte                | 23 de enero   | 15:30 | Win Sports+     |
| Atlético Huila     | 4 : 0 | Bogotá F. C.         | Guillermo Plazas Alcid         | 25 de enero   | 16:00 | Sin transmisión |
| Tigres             | 1 : 1 | Unión Magdalena      | Villa Olímpica de Chía         | 26 de enero   | 14:00 | Sin transmisión |
| Cortuluá           | 1 : 0 | Real Santander       | Doce de Octubre                | 24 de febrero | 17:00 | Sin transmisión |

| Fortaleza            | 2 : 4 | Atlético Huila     | Villa Olímpica de Chía         | 30 de enero  | 14:00 | Sin transmisión          |
| Orsomarso            | 0 : 0 | Llaneros           | Francisco Rivera Escobar       | 30 de enero  | 15:00 | Sin transmisión          |
| Leones               | 1 : 2 | Tigres             | Metropolitano Ciudad de Itagüí | 31 de enero  | 13:30 | Win Sports+ y Win Sports |
| Bogotá F. C.         | 2 : 3 | Cortuluá           | Villa Olímpica de Chía         | 31 de enero  | 14:00 | Sin transmisión          |
| Boca Juniors de Cali | 1 : 2 | Valledupar F. C.   | Francisco Rivera Escobar       | 31 de enero  | 15:00 | Sin transmisión          |
| Deportes Quindío     | 1 : 0 | Unión Magdalena    | Centenario de Armenia          | 31 de enero  | 17:35 | Win Sports+              |
| Real Cartagena       | 1 : 0 | Barranquilla F. C. | Olímpico Jaime Morón León      | 1 de febrero | 16:00 | Win Sports+              |
| Real Santander       | 2 : 2 | Atlético           | Daniel Villa Zapata            | 1 de febrero | 19:40 | Win Sports+              |

| Atlético Huila     | 1 : 1 | Leones               | Guillermo Plazas Alcid    | 5 de febrero | 17:00 | Win Sports+ y Win Sports |
| Unión Magdalena    | 1 : 1 | Orsomarso            | Sierra Nevada             | 5 de febrero | 19:00 | Win Sports+              |
| Barranquilla F. C. | 1 : 0 | Real Santander       | Romelio Martínez          | 6 de febrero | 15:00 | Sin transmisión          |
| Atlético           | 2 : 2 | Bogotá F. C.         | Olímpico Pascual Guerrero | 6 de febrero | 15:00 | Sin transmisión          |
| Llaneros           | 0 : 1 | Boca Juniors de Cali | Bello Horizonte           | 6 de febrero | 15:00 | Sin transmisión          |
| Cortuluá           | 3 : 0 | Fortaleza            | Doce de Octubre           | 6 de febrero | 17:00 | Sin transmisión          |
| Tigres             | 1 : 1 | Deportes Quindío     | Villa Olímpica de Chía    | 7 de febrero | 14:00 | Sin transmisión          |
| Valledupar F. C.   | 2 : 0 | Real Cartagena       | Armando Maestre Pavajeau  | 8 de febrero | 18:00 | Win Sports+              |

| Fortaleza            | 1 : 1 | Atlético           | Metropolitano de Techo         | 10 de febrero | 15:00 | Sin transmisión          |
| Leones               | 1 : 1 | Cortuluá           | Metropolitano Ciudad de Itagüí | 10 de febrero | 15:00 | Sin transmisión          |
| Orsomarso            | 2 : 1 | Deportes Quindío   | Francisco Rivera Escobar       | 10 de febrero | 16:00 | Win Sports+              |
| Atlético Huila       | 1 : 0 | Tigres             | Guillermo Plazas Alcid         | 10 de febrero | 19:10 | Win Sports+ y Win Sports |
| Bogotá F. C.         | 1 : 0 | Barranquilla F. C. | Metropolitano de Techo         | 11 de febrero | 14:00 | Sin transmisión          |
| Real Cartagena       | 3 : 1 | Llaneros           | Olímpico Jaime Morón León      | 11 de febrero | 15:00 | Sin transmisión          |
| Boca Juniors de Cali | 0 : 1 | Unión Magdalena    | Francisco Rivera Escobar       | 11 de febrero | 16:00 | Win Sports+              |
| Real Santander       | 0 : 1 | Valledupar F. C.   | Daniel Villa Zapata            | 11 de febrero | 18:30 | Sin transmisión          |

| Atlético           | 2 : 3 | Leones               | Olímpico Pascual Guerrero | 13 de febrero | 15:00 | Sin transmisión          |
| Llaneros           | 0 : 0 | Real Santander       | Bello Horizonte           | 14 de febrero | 15:00 | Sin transmisión          |
| Cortuluá           | 0 : 0 | Atlético Huila       | Doce de Octubre           | 14 de febrero | 16:00 | Win Sports+              |
| Tigres             | 2 : 0 | Orsomarso            | Metropolitano de Techo    | 15 de febrero | 14:00 | Sin transmisión          |
| Valledupar F. C.   | 6 : 0 | Bogotá F. C.         | Armando Maestre Pavajeau  | 15 de febrero | 15:00 | Sin transmisión          |
| Barranquilla F. C. | 1 : 2 | Fortaleza            | Romelio Martínez          | 15 de febrero | 15:00 | Sin transmisión          |
| Unión Magdalena    | 2 : 1 | Real Cartagena       | Sierra Nevada             | 15 de febrero | 18:00 | Win Sports+              |
| Deportes Quindío   | 1 : 1 | Boca Juniors de Cali | Centenario de Armenia     | 15 de febrero | 20:00 | Win Sports+ y Win Sports |

| Real Cartagena       | 2 : 3 | Deportes Quindío   | Olímpico Jaime Morón León      | 19 de febrero | 18:00 | Win Sports+              |
| Boca Juniors de Cali | 0 : 0 | Orsomarso          | Francisco Rivera Escobar       | 20 de febrero | 15:00 | Sin transmisión          |
| Cortuluá             | 0 : 0 | Tigres             | Doce de Octubre                | 20 de febrero | 17:00 | Sin transmisión          |
| Real Santander       | 0 : 1 | Unión Magdalena    | Daniel Villa Zapata            | 20 de febrero | 18:30 | Sin transmisión          |
| Bogotá F. C.         | 2 : 1 | Llaneros           | Metropolitano de Techo         | 22 de febrero | 14:00 | Sin transmisión          |
| Leones               | 2 : 1 | Barranquilla F. C. | Metropolitano Ciudad de Itagüí | 22 de febrero | 15:00 | Sin transmisión          |
| Atlético Huila       | 0 : 2 | Atlético           | Guillermo Plazas Alcid         | 22 de febrero | 18:00 | Win Sports+              |
| Fortaleza            | 3 : 2 | Valledupar F. C.   | Metropolitano de Techo         | 23 de febrero | 17:30 | Win Sports+ y Win Sports |

| Unión Magdalena    | 1 : 0 | Bogotá F. C.         | Sierra Nevada             | 26 de febrero | 18:00 | Win Sports+              |
| Barranquilla F. C. | 0 : 0 | Atlético Huila       | Romelio Martínez          | 26 de febrero | 20:00 | Win Sports+ y Win Sports |
| Orsomarso          | 3 : 3 | Real Cartagena       | Francisco Rivera Escobar  | 27 de febrero | 15:00 | Sin transmisión          |
| Valledupar F. C.   | 0 : 1 | Leones               | Armando Maestre Pavajeau  | 27 de febrero | 15:00 | Sin transmisión          |
| Llaneros           | 2 : 1 | Fortaleza            | Bello Horizonte           | 27 de febrero | 15:00 | Sin transmisión          |
| Atlético           | 1 : 0 | Cortuluá             | Olímpico Pascual Guerrero | 27 de febrero | 15:15 | Win Sports+              |
| Tigres             | 1 : 1 | Boca Juniors de Cali | Metropolitano de Techo    | 28 de febrero | 14:00 | Sin transmisión          |
| Real Santander     | 1 : 1 | Deportes Quindío     | Daniel Villa Zapata       | 28 de febrero | 18:30 | Sin transmisión          |

| Real Cartagena | 1 : 1 | Boca Juniors de Cali | Olímpico Jaime Morón León      | 3 de marzo | 15:00 | Sin transmisión          |
| Leones         | 1 : 0 | Llaneros             | Metropolitano Ciudad de Itagüí | 3 de marzo | 15:00 | Sin transmisión          |
| Atlético       | 0 : 1 | Tigres               | Olímpico Pascual Guerrero      | 3 de marzo | 15:00 | Sin transmisión          |
| Fortaleza      | 1 : 1 | Unión Magdalena      | Metropolitano de Techo         | 3 de marzo | 16:00 | Win Sports+ y Win Sports |
| Atlético Huila | 3 : 1 | Valledupar F. C.     | Guillermo Plazas Alcid         | 3 de marzo | 18:00 | Win Sports+              |
| Real Santander | 1 : 2 | Orsomarso            | Daniel Villa Zapata            | 3 de marzo | 18:30 | Sin transmisión          |
| Bogotá F. C.   | 1 : 1 | Deportes Quindío     | Metropolitano de Techo         | 4 de marzo | 14:00 | Sin transmisión          |
| Cortuluá       | 1 : 1 | Barranquilla F. C.   | Doce de Octubre                | 4 de marzo | 16:00 | Win Sports+              |

| Llaneros           | 0 : 2 | Atlético Huila       | Bello Horizonte          | 6 de marzo | 15:00 | Sin transmisión          |
| Tigres             | 0 : 0 | Real Cartagena       | Metropolitano de Techo   | 6 de marzo | 15:15 | Win Sports+              |
| Deportes Quindío   | 2 : 1 | Fortaleza            | Centenario de Armenia    | 7 de marzo | 13:30 | Win Sports+ y Win Sports |
| Valledupar F. C.   | 1 : 2 | Cortuluá             | Armando Maestre Pavajeau | 7 de marzo | 15:00 | Sin transmisión          |
| Barranquilla F. C. | 0 : 1 | Atlético             | Romelio Martínez         | 7 de marzo | 15:00 | Sin transmisión          |
| Orsomarso          | 4 : 2 | Bogotá F. C.         | Francisco Rivera Escobar | 7 de marzo | 15:00 | Sin transmisión          |
| Real Santander     | 0 : 1 | Boca Juniors de Cali | Villa Concha             | 7 de marzo | 15:15 | Sin transmisión          |
| Unión Magdalena    | 2 : 0 | Leones               | Sierra Nevada            | 8 de marzo | 18:00 | Win Sports+              |

| Atlético           | 0 : 1 | Valledupar F. C.     | Olímpico Pascual Guerrero      | 13 de marzo | 15:00 | Sin transmisión          |
| Barranquilla F. C. | 1 : 0 | Tigres               | Romelio Martínez               | 13 de marzo | 15:15 | Win Sports+ y Win Sports |
| Fortaleza          | 3 : 1 | Orsomarso            | Metropolitano de Techo         | 14 de marzo | 13:30 | Win Sports+              |
| Leones             | 0 : 2 | Deportes Quindío     | Metropolitano Ciudad de Itagüí | 14 de marzo | 15:00 | Sin transmisión          |
| Real Santander     | 0 : 3 | Real Cartagena       | Villa Concha                   | 14 de marzo | 15:15 | Sin transmisión          |
| Atlético Huila     | 1 : 0 | Unión Magdalena      | Guillermo Plazas Alcid         | 14 de marzo | 15:30 | Win Sports+              |
| Cortuluá           | 0 : 2 | Llaneros             | Doce de Octubre                | 14 de marzo | 16:00 | Sin transmisión          |
| Bogotá F. C.       | 2 : 1 | Boca Juniors de Cali | Metropolitano de Techo         | 15 de marzo | 14:00 | Sin transmisión          |

| Tigres               | 1 : 1 | Real Santander     | Metropolitano de Techo    | 21 de marzo | 13:30 | Win Sports+              |
| Llaneros             | 0 : 2 | Atlético           | Bello Horizonte           | 21 de marzo | 14:00 | Sin transmisión          |
| Valledupar F. C.     | 2 : 0 | Barranquilla F. C. | Armando Maestre Pavajeau  | 21 de marzo | 15:00 | Sin transmisión          |
| Deportes Quindío     | 0 : 0 | Atlético Huila     | Centenario de Armenia     | 22 de marzo | 14:00 | Win Sports+ y Win Sports |
| Real Cartagena       | 1 : 1 | Bogotá F. C.       | Olímpico Jaime Morón León | 22 de marzo | 15:00 | Sin transmisión          |
| Orsomarso            | 1 : 1 | Leones             | Francisco Rivera Escobar  | 22 de marzo | 15:00 | Sin transmisión          |
| Unión Magdalena      | 1 : 0 | Cortuluá           | Sierra Nevada             | 22 de marzo | 16:00 | Win Sports+              |
| Boca Juniors de Cali | 1 : 4 | Fortaleza          | Francisco Rivera Escobar  | 23 de marzo | 15:00 | Sin transmisión          |

| Cortuluá           | 0 : 0 | Deportes Quindío     | Doce de Octubre                | 26 de marzo | 16:00 | Win Sports+              |
| Atlético Huila     | 3 : 2 | Orsomarso            | Guillermo Plazas Alcid         | 26 de marzo | 19:40 | Win Sports+ y Win Sports |
| Bogotá F. C.       | 1 : 4 | Real Santander       | Metropolitano de Techo         | 27 de marzo | 14:00 | Sin transmisión          |
| Barranquilla F. C. | 1 : 0 | Llaneros             | Romelio Martínez               | 27 de marzo | 15:00 | Sin transmisión          |
| Valledupar F. C.   | 0 : 0 | Tigres               | Armando Maestre Pavajeau       | 27 de marzo | 15:00 | Sin transmisión          |
| Leones             | 2 : 0 | Boca Juniors de Cali | Metropolitano Ciudad de Itagüí | 28 de marzo | 14:00 | Sin transmisión          |
| Fortaleza          | 1 : 1 | Real Cartagena       | Metropolitano de Techo         | 28 de marzo | 15:00 | Sin transmisión          |
| Atlético           | 0 : 2 | Unión Magdalena      | Olímpico Pascual Guerrero      | 29 de marzo | 15:15 | Win Sports+              |

| Real Cartagena       | 2 : 1 | Leones             | Olímpico Jaime Morón León | 2 de abril | 17:30 | Win Sports+ y Win Sports |
| Deportes Quindío     | 1 : 0 | Atlético           | Centenario de Armenia     | 3 de abril | 14:00 | Win Sports+              |
| Orsomarso            | 1 : 2 | Cortuluá           | Francisco Rivera Escobar  | 3 de abril | 15:00 | Sin transmisión          |
| Real Santander       | 3 : 1 | Fortaleza          | Villa Concha              | 3 de abril | 15:00 | Sin transmisión          |
| Unión Magdalena      | 4 : 1 | Barranquilla F. C. | Sierra Nevada             | 3 de abril | 16:00 | Win Sports+              |
| Tigres               | 0 : 2 | Bogotá F. C.       | Metropolitano de Techo    | 5 de abril | 14:00 | Sin transmisión          |
| Llaneros             | 2 : 1 | Valledupar F. C.   | Bello Horizonte           | 5 de abril | 15:00 | Sin transmisión          |
| Boca Juniors de Cali | 2 : 2 | Atlético Huila     | Francisco Rivera Escobar  | 5 de abril | 15:00 | Sin transmisión          |

| Tigres             | 1 : 1 | Llaneros             | Metropolitano de Techo         | 8 de abril | 14:00 | Sin transmisión |
| Valledupar F. C.   | 1 : 2 | Unión Magdalena      | Armando Maestre Pavajeau       | 9 de abril | 15:30 | Win Sports      |
| Atlético Huila     | 4 : 1 | Real Cartagena       | Guillermo Plazas Alcid         | 9 de abril | 15:30 | Win Sports+     |
| Barranquilla F. C. | 0 : 0 | Deportes Quindío     | Romelio Martínez               | 9 de abril | 15:30 | Sin transmisión |
| Atlético           | 0 : 0 | Orsomarso            | Olímpico Pascual Guerrero      | 9 de abril | 15:30 | Sin transmisión |
| Cortuluá           | 2 : 0 | Boca Juniors de Cali | Doce de Octubre                | 9 de abril | 15:30 | Sin transmisión |
| Leones             | 2 : 0 | Real Santander       | Metropolitano Ciudad de Itagüí | 9 de abril | 15:30 | Sin transmisión |
| Fortaleza          | 3 : 0 | Bogotá F. C.         | Metropolitano de Techo         | 9 de abril | 15:30 | Sin transmisión |

### Cuadrangulares semifinales
- La hora de cada encuentro corresponde al huso horario que rige a Colombia (UTC-5).

Al finalizar la primera fase del campeonato —también denominada «Todos contra todos»—, los ocho equipos con mayor puntaje disputaron la segunda fase, los cuadrangulares semifinales. Para los cuadrangulares los ocho equipos clasificados se dividieron en dos grupos previamente sorteados de igual número de participantes, de manera que los equipos que ocuparon el 1.° y 2.° puesto en la fase de todos contra todos fueron sembrados como cabezas de serie del Grupo A y Grupo B, respectivamente. Los otros seis clasificados fueron debidamente sorteados, y se emparejaron de la siguiente manera: 3.° y 4.°; 5.° y 6.°; 7.° y 8.°, el equipo de cada emparejamiento con la mejor posición fue sorteado en un grupo y sembró a su pareja en el otro grupo.
Tras tener cada grupo formado con sus cuatro equipos participantes, se llevaron a cabo enfrentamientos con el formato todos contra todos, a ida y vuelta, dando como resultado seis fechas en disputa. Los equipos ganadores de cada grupo al final de las seis fechas, obtuvieron el cupo a la final. El sorteo para determinar los grupos se llevó a cabo el 9 de abril de 2021, al concluir la última fecha de la fase todos contra todos.